# 元詩紀事
元詩紀事，元朝詩話集，陳衍編著。
陳衍《自敘》說：“紀事之體，當搜羅一代傳作，散見於筆記小說各書者，不宜複收尋常無事之詩。”陳衍又編有《金詩紀事》、《遼詩紀事》。